# Pierre-Étienne Alerme
Pour les articles homonymes, voir Alerme.
Pierre-Étienne Alerme (Rouen, 1er décembre 1784 - Batignolles, 9 novembre 1846) est un danseur français, auteur du livre De la danse considérée sous le rapport de l'éducation physique, Paris, 1830.
Il a dansé au Théâtre de la Porte-Saint-Martin et au Théâtre-Italien de Paris.